# Oscar Emmanuel Angenot
Oscar Emmanuel Angenot (* 2. März 1857 in Tongern, Provinz Limburg, Belgien; † 28. Oktober 1922 in Beveren, Provinz Ostflandern) war ein belgischer Porträt-, Genre- und Blumenmaler der Düsseldorfer Schule.

## Leben
Oscar Angenot war von 1880 bis 1882 Schüler der Kunstakademie Düsseldorf. Dort waren Peter Janssen d. Ä., Eduard von Gebhardt und Julius Roeting seine Lehrer. Er wirkte in Brüssel, als Hilfslehrer an der 1879 gegründeten Zeichenschule in Schaerbeek/Schaarbeek und in Beveren im Waasland.